# Nicolò Avarna
Nicolò Avarna, duca di Gualtieri, marchese di Castania, barone di Sicaminò (Palermo, 10 novembre 1839 – Napoli, 22 marzo 1920), è stato un nobile, imprenditore e politico italiano.

## Biografia
Fratello del senatore Giuseppe Avarna al contrario di quest'ultimo, impegnato nella carriera diplomatica, si è dedicato all'amministrazione del cospicuo patrimonio di famiglia. È stato consigliere comunale di Napoli e membro del consiglio di amministrazione del Banco di Napoli.